# Буроло
Буроло (итал. Burolo, пьем. Bureul) — коммуна в Италии, располагается в регионе Пьемонт, в провинции Турин.
Население составляет 1349 человек (2008 г.), плотность населения составляет 270 чел./км². Занимает площадь 5 км². Почтовый индекс — 10010. Телефонный код — 0125.
Покровителями коммуны почитаются святые апостолы Пётр и Павел, празднование 29 июня.

## Демография
Динамика населения:

## Администрация коммуны
- Официальный сайт: http://www.comune.burolo.to.it/